# Ozyptila dagestana
Ozyptila dagestana (лат.) — вид пауков семейства Пауки-бокоходы (Thomisidae). Встречается в Палеарктике (Россия: Дагестан). Длина тела около 4 мм: самцы до 4,15 мм (длина просомы 1,95 мм, ширина 1,8 мм), самки до 4,5 мм (длина просомы 2,25 мм, ширина 2,1 мм). Основная окраска коричневая со светлыми отметинами. 
Голени первой пары ног вентрально с двумя парами шипов; волоски заострённые или булавовидные. Педипальпы самцов с тегулярным апофизом, эпигинум с чехлом. Первые две пары ног развернуты передними поверхностями вверх, заметно длиннее ног третьей и четвёртой пар. Паутину не плетут, жертву ловят своими видоизменёнными передними ногами.